# SS Pennarossa
SS Pennarossa är en fotbollsklubb från Chiesanuova i San Marino, grundad 1968.

## Nationellt
Klubben har vunnit den sanmarinska ligan en gång, 2003/2004, och den nationella cupen Coppa Titano två gånger.

## Internationellt
Genom ligatiteln 2003/2004 kvalificerade sig klubben för första kvalomgången till Uefacupen året därpå. De fick där möta bosniska FK Željezničar. Efter förlust med 1-5 hemma och 0-4 borta var Europaäventyret över.
| Säsong    | Omgång | Motståndare    | Motståndare | Datum        | Arena                       | Resultat | S   | Ref         |
| Säsong    | Omgång | Lag            | Land        | Datum        | Arena                       | Resultat | S   | Ref         |
| --------- | ------ | -------------- | ----------- | ------------ | --------------------------- | -------- | --- | ----------- |
| 2004/2005 | Q1     | FK Željezničar | Bosnien     | 15 juli 2004 | Stadio Olimpico, Serravalle | 1–5      | 1–9 | [ 1 ] [ 2 ] |
| 2004/2005 | Q1     | FK Željezničar | Bosnien     | 29 juli 2004 | Stadion Grbavica, Sarajevo  | 0–4      | 1–9 | [ 1 ] [ 2 ] |

## Övrigt
Roadracingföraren Manuel Poggiali har spelat officiella ligamatcher för Pennarossa.